# Tatjana Levina
Tatjana Nikolajevna Levina (Russisch:Татьяна Левина) (Orjol, 28 februari 1977) is een Russische sprintster, die is gespecialiseerd in de 200 m. Haar grootste successen behaalde ze als estafetteloopster op de 4 x 400 m estafette. Ze werd op dit onderdeel driemaal wereldkampioene en eenmaal Europees kampioene.

## Loopbaan
Het jaar 2004 begon Levina met een wereldrecord op het WK indoor in de Hongaarse stad Boedapest. Met een tijd van 3.23,88 versloeg het Russische team, bestaande uit Olesja Forsheva, Olga Kotljarova, Tatjana Levina en Natalja Nazarova, de estafetteploegen uit Wit-Rusland (zilver; 3.29,96) en Roemenië (brons; 3.30,06). Op de Olympische Spelen van Athene dat jaar sneuvelde ze op de 200 m in de kwartfinale met een tijd van 23,23.

## Titels
- Wereldindoorkampioene 4 x 400 m estafette - 2004, 2006, 2008
- Europees indoorkampioene 4 x 400 m estafette - 2005

## Persoonlijke records
Outdoor
| Onderdeel | Prestatie | Datum           | Plaats |
| --------- | --------- | --------------- | ------ |
| 200 m     | 22,69 s   | 31 juli 2004    | Toela  |
| 400 m     | 50,78 s   | 2 augustus 2007 | Toela  |

Indoor
| Onderdeel | Prestatie | Datum            | Plaats |
| --------- | --------- | ---------------- | ------ |
| 200 m     | 23,22 s   | 4 februari 2006  | Moskou |
| 300 m     | 36,87 s   | 12 januari 2006  | Moskou |
| 400 m     | 51,17 s   | 18 februari 2006 | Moskou |

## Palmares

### 200 m
- 2004: 5e in ¼ fin. OS - 23,23 s (23,05 in serie)

### 4 x 400 m estafette
- 2004:  WK indoor - 3.23,88 (WR)
- 2005:  EK indoor - 3.28,00
- 2006:  WK indoor - 3.24,91
- 2008:  WK indoor - 3.28,17